# ペットドクター花咲万太郎の事件カルテ
『ペットドクター花咲万太郎の事件カルテ』（ペットドクターはなさきまんたろうのじけんカルテ）は、2022年3月26日の土曜 19時00分 - 20時54分にBS-TBSとBS-TBS4Kで放送されたテレビドラマ。脚本は深沢正樹、主演は坂本昌行。「土曜サスペンス」枠において3ヶ月連続で新作2時間ミステリードラマを放送する第3弾として放送。
記憶力と推理力に長け、身寄りのない動物たちと共に暮らす獣医師がペット用品販売会社社長の死をきっかけに、社長が経営していた会社の内情や現場にいた少年が出入りしていた動物愛護施設の存在を巡って事件の真相に迫っていく様を描く。
2023年12月29日には、第2弾が『ペットドクター花咲万太郎の事件カルテ2〜お隣さんは殺人犯!?〜』のタイトルで放送された。

## キャスト

### 主要人物
花咲万太郎
演 - 坂本昌行
本作の主人公。大槻動物病院に勤務する獣医師。記憶力と推理力に長けている。
蓑田玲子
演 - 矢田亜希子
城山警察署の刑事で、階級は警部。万太郎を事件捜査に巻き込んでいく。
嵐山健吾
演 - 中山優馬
城山警察署の刑事で、玲子の部下。
大槻美鈴
演 - 秋元才加
大槻動物病院の院長。
兵藤浩介
演 - 小宮璃央
大槻動物病院に勤務する看護師。
佐久間渚
演 - 朝井瞳子
大槻動物病院勤務のトリマー兼看護師。
米村豊
演 - 近藤公園
警視庁城山警察署の刑事課係長。
徳永虹湖 / 花咲虹湖
演 - 羽瀬川なぎ
女子大生。万太郎の娘。
タクト（犬）
演 - げんた（犬）
森本要之助が倒れていた現場にいたフレンチブルドッグ。
大槻隆造
演 - 正名僕蔵
大槻動物病院の元院長。美鈴の父。

### 第1弾
楠木アカネ
演 - 丘みつ子
動物愛護団体の代表。
森本信明
演 - 永岡佑
ペット用品通販会社「ペットライク」の経理部長。要之助の長男。
西川亮磨
演 - 下川恭平
動物愛護団体の施設に出入りしている中学生。
森本要之助
演 - 村松利史
「ペットライク」の社長。頭から血を流して死亡していた。
森本登美子
演 - 岡まゆみ
要之助の妻。
佐伯加奈
演 - 泉マリン
要之助と登美子の娘。要之助の長女。
佐伯正彦
演 - 村杉蝉之介
「ペットライク」の副社長。加奈の夫。
漆原誠
演 - 河相我聞
「ペットライク」の顧問弁護士。
金村義光
演 - 山崎まさや
ゴールドアニマルグループの代表。
大槻動物病院の顧客
演 - 鳥居みゆき
花咲千寿郎
演 - 竹中直人
万太郎の父。

### 第2弾
唐沢智之
演 - 佐野岳
メディア社会学者。
唐沢菜摘
演 - 横山由依（高校生時〈篠宮菜摘〉：秋枝一愛）
智之の妻。
大宮俊一
演 - 赤ペン瀧川
市役所職員。
青柳秀夫
演 - 大野泰広
専業投資家。
的場宗男
演 - 山口良一
工場主。
キンタロー（犬）
演 - のこ（犬）
柴犬。
小堺昭代
演 - 研ナオコ
近所のトラブルメーカー。
山村義則
演 - 本田博太郎
藍野町・町内会長。
山村辰側
演 - 津田恭佑
義則の息子。
榎本
演 - 関武
防犯パトロールに参加した藍野町住民。
店員
演 - さくら
唐沢智之を目撃した生花店店員。
子供
演 - 箕崎航大、山中美子葉、河村吏恩
嵐山健吾の子供たち。5歳長男、3歳長女、1歳次男。

## スタッフ
- 脚本 - 深沢正樹
- 監督 - 橋本一
- 動物医療監修 - 竹島昌俊（アリス動物病院）
- アクション - 大道寺俊典
- 技術協力 - フォーチュン、サウンドライズ
- ポスプロ - 三友（MITOMO STUDIO）
- プロデューサー
  - 第1弾 - 鈴木早苗（BS-TBS）、大川博史（Joker）
  - 第2弾 - 鈴木早苗（BS-TBS）、守澤崇（BS-TBS）、大川博史（Joker）
- 製作著作 - BS-TBS、Joker